# Akiko Sudo
Akiko Sudo (født 7. april 1984) er en tidligere japansk fodboldspiller. Hun har tidligere spillet for Japans kvindefodboldlandshold.

## Japans fodboldlandshold
| Japans landshold | Japans landshold | Japans landshold |
| År               | Kmp              | Mål              |
| ---------------- | ---------------- | ---------------- |
| 2003             | 2                | 0                |
| 2004             | 0                | 0                |
| 2005             | 5                | 1                |
| 2006             | 1                | 1                |
| 2007             | 0                | 0                |
| 2008             | 0                | 0                |
| 2009             | 0                | 0                |
| 2010             | 7                | 1                |
| Total            | 15               | 3                |